# (650) Amalasuntha
(650) Amalasuntha ist ein Asteroid des Hauptgürtels, der am 4. Oktober 1907 vom deutschen Astronomen August Kopff in Heidelberg entdeckt wurde. 
Benannt ist der Asteroid nach der ostgotischen Königin Amalasuntha.